# Laprairie (district électoral du Canada-Uni)
Pour les articles homonymes, voir Laprairie (homonymie).
Circonscription électorale provinciale du Canada
Laprairie est un district électoral de l'Assemblée législative de la province du Canada. Il a existé entre 1853 et 1867.

## Histoire
En 1853 une refonte des districts électoraux a lieu et Laprairie est recréé à partir de Hundingdon  . Lors de la confédération de 1867, le district est considéré comme district provincial et il fait donc partie des 65 premières circonscriptions électorales du Québec.

## Liste des députés
| Années | Années      | Député                       | Affiliation |
| ------ | ----------- | ---------------------------- | ----------- |
|        | 1854 - 1858 | Thomas-Jean-Jacques Loranger | Indépendant |
|        | 1858 - 1861 | Thomas-Jean-Jacques Loranger | Indépendant |
|        | 1861 - 1863 | Thomas-Jean-Jacques Loranger | Indépendant |
|        | 1863 - 1863 | Alfred Pinsonneault          | Bleu        |
|        | 1863 - 1867 | Alfred Pinsonneault          | Bleu        |